# Esther de Oliveira
Esther de Oliveira (Duque de Caxias, 10 de agosto de 2004), é uma atriz brasileira.
Ganhou notoriedade ao dar vida a personagem Tamar na oitava temporada da novela Reis, intitulada A Consequência, em 2023 na Record.

## Biografia
Antes de ingressar na carreira de atriz, Esther iniciou sua trajetória artística aos 11 anos, como modelo. Em 2017, Esther começou a estudar teatro entre outros cursos para interpretação com foco em TV e cinema, entre eles com a renomada atriz, diretora e mentora de atuação brasileira Andréa Avancini. No ano seguinte, fez sua estreia na televisão participando da novela Jesus na Record TV, e contracenou com com os atores Petrônio Gontijo e Gabriel Gracindo.
Ainda em 2018, Esther interpretou a personagem Mila do filme Geração Infinito, um musical infantojuvenil brasileiro, dirigido por Andréa Avancini e Pedro Sol Blanco. No longa-metragem, além de atuar, Esther de Oliveira aparece exercendo outra de suas paixões em tela: cantar.
Em 2019, Esther participou de Trips: O Destino Entre o Sonho e a Arte, cuja web série se tratava de uma jornada inspiradora pela Argentina, sob a direção de William Vita, e que deu vida a personagem Mayara. A série aborda temas como sonhos, arte, cultura e viagens, de forma leve e inspiradora.
O reconhecimento de Esther de Oliveira junto ao público aconteceu com sua atuação na série Reis pela Record TV. Na oitava temporada, intitulada A Consequência, Esther interpretou a personagem Tamar, filha do rei Davi, vivido pelo ator Petrônio Gontijo, e Maaca, interpretada pela atriz Michele Martins, e irmã de Absalão, interpretado pelo ator Ricky Tavares. Em Reis, Esther se destaca pela força e sensibilidade com que interpreta Tamar. A personagem vive um drama pessoal intenso, marcado pelo abuso sexual cometido por seu meio-irmão Amnon, vivido pelo ator Luckas Moura.  Esther transmitiu com muita emoção a dor e o sofrimento de Tamar, conquistando a empatia do público durante a exibição de suas cenas na temporada.
Esther de Oliveira viveu a personagem Ariana na minissérie na Record, intitulada A Rainha da Pérsia.
Atualmente está escalada para viver novamente Ariana no spin-off derivado da minisérie A Rainha da Pérsia, Neemias que tem data prevista para estreia em Dezembro de 2024.

## Formação
- Preparação para TV e Cinema no Método Andréa Avancini;

- Formação em Interpretação para TV e Cinema na Cal, Casa de Artes de Laranjeiras;

- Cinema Crítico no Sesc;

- Interpretação para Teatro na Vita Atores;

- Curso de Teatro na Cidade das Artes.

## Filmografia

### Telenovelas e séries de televisão
| Ano  | Título                    | Personagem   | Nota                      | Ref.   |
| ---- | ------------------------- | ------------ | ------------------------- | ------ |
| 2018 | Jesus                     | Participação | 3 episódios               |        |
| 2023 | Reis                      | Tamar        | Temporada: A Consequência | [ 17 ] |
| 2024 | A Rainha da Pérsia        | Ariana       |                           | [ 18 ] |
| 2025 | Neemias (telessérie)      | Ariana       |                           | [ 19 ] |
| 2025 | A Vida de Jó (telessérie) | Sofia        |                           |        |

### Cinema
| Ano  | Título           | Personagem    | Nota                                 | Ref.   |
| ---- | ---------------- | ------------- | ------------------------------------ | ------ |
| 2019 | Geração Infinito | Camila “Mila” | Sob direção geral de Andréa Avancini | [ 20 ] |

### Web série
| Ano  | Título | Personagem | Nota                              |
| ---- | ------ | ---------- | --------------------------------- |
| 2019 | Trips  | Mayara     | Sob direção geral de William Vita |